# Nikolai Andrejew
Nikolai Andrejew (* 1890 in Odessa; † 1919) war ein russischer Attentäter.

## Mord an Graf von Mirbach-Harff
Nach dem Frieden von Brest-Litowsk wurde Wilhelm Graf von Mirbach-Harff im Jahr 1918 Botschaftsrat in Moskau. Andrejew erhielt als Attentatsschütze mit seinem Mittäter Jakow Bljumkin vom Zentralkomitee seiner Partei, den Linken Sozialrevolutionären, den Auftrag, Graf von Mirbach-Harff, den Außerordentlichen Gesandten und bevollmächtigten Minister des Deutschen Reichs in Sowjetrussland, zu ermorden, um den von der Regierung Lenin in Brest-Litowsk unterzeichneten Friedensvertrag mit dem Deutschen Reich zu sabotieren.
Als Zeitpunkt des Mordes war die Eröffnung des 5. Allrussischen Sowjetkongresses im Bolschoi-Theater in Moskau vorgesehen. Am Nachmittag des 6. Juli 1918 fuhr Bljumkin mit Andrejew, der als Fotograf in seiner Abteilung arbeitete, zum Gebäude der deutschen Botschaft in der Moskauer Deneschny pereulok Nr. 5. Bljumkin verschaffte sich Eintritt mit Hilfe einer erfundenen Geschichte über einen Neffen des Botschafters, der in Gefahr sei. Von Mirbach empfing die Besucher, die sich als Tscheka-Männer auswiesen.
Gleich zu Beginn der kurzen Besprechung zog Bljumkin den Revolver und gab drei Schüsse ab: Auf Mirbach, den ebenfalls anwesenden Legationsrat Kurt Riezler und auf den Dolmetscher Leonhard Müller, verfehlte jedoch drei Mal das Ziel. Mirbach wollte fliehen und Andrejew warf einen Sprengsatz, der allerdings nicht detonierte. Andrejew schoss auf Mirbach und traf ihn tödlich. Bljumkin nahm den Sprengsatz und warf ihn erneut. Durch das nun zerborstene Fenster sprangen die Mörder hinaus und gelangten durch den Garten zu ihrem Wagen. Der Mord an dem deutschen Botschafter war das Signal zum Aufstand der Linken Sozialrevolutionäre, der jedoch schnell von den Bolschewiki niedergeschlagen wurde. Die gesamte Fraktion der Linken Sozialrevolutionäre wurde im Bolschoi-Theater verhaftet, die Partei wurde verboten und verfolgt.
Bljumkin und Andrejew konnten nach der Tat entkommen, wurden aber in Abwesenheit zu Haft mit drei Jahren Zwangsarbeit verurteilt. Andrejew starb im Jahr 1919 an Typhus.